# Le Rêve de Mademoiselle Tout-le-monde
Pour plus de détails, voir Fiche technique et Distribution.
Le Rêve de Mademoiselle Tout-le-monde (titre original : Der Traum von Lieschen Müller) est un film allemand réalisé par Helmut Käutner sorti en 1961.

## Synopsis
Lieschen Müller est une petite employée de banque dans la petite ville de Dingskirchen, a une petite sœur Anni, n'a plus de parents et vit seule. Elle gagne un petit salaire, va occasionnellement au cinéma et déjeune régulièrement au fast-food du Danois Jan. Un jour, le client Schmidt entre dans sa banque et l'invite à l'accompagner en tant que secrétaire dans un voyage à travers différents pays. Il lui donne une heure pour réfléchir. Peu de temps après, Lieschen rencontre Anni et son petit ami Paul, qui, en tant qu'avocat, ne fait que calculer les vacances prévues, bien que l'argent soit serré et que ses mesures d'austérité mettent Anni en colère. Paul demande à Lieschen si elle veut partir en vacances avec lui, mais elle refuse. Lieschen est également incapable d'accepter l'offre de Jan d'aller au cinéma, car elle doit passer la soirée à faire des heures supplémentaires au bureau pour terminer le travail afin que Schmidt puisse lui parler du voyage d'affaires. De retour au bureau, Lieschen Müller tombe dans un rêve éveillé :
Lieschen rêve d'aller à la mer et promet peu de temps après à Schmidt de participer à son voyage, même si elle est consciente que ce qui se passe ne peut se passer que dans un monde de rêve. Elle roule avec Schmidt à l'hôtel Deluxe, où chacun de ses rêves devient réalité. Elle veut une chambre d'hôtel simple qui finit par être la même que son propre appartement, mais avec de nombreuses chambres supplémentaires. Schmidt est satisfait et explique clairement à Lieschen quel est le véritable but de son voyage. Ce n'est pas vraiment un homme riche, juste un courtier financier qualifié. Il a préparé son dernier coup de force dans divers articles de journaux : il prétend que Lieschen est l'héritière des trois milliards de dollars qu'un oncle américain Joe lui a légués. L'argent n'existe pas, mais la grande attention et l'idée que Lieschen pourrait avoir l'argent lui ouvrent toutes les portes. Avec Schmidt, elle ouvre un établissement de crédit, dont elle devient présidente sous le nom de Liz Miller.
Anni et Paul apparaissent, car Anni, en tant que sœur, possède la moitié de la propriété. Schmidt encourage Paul à poursuivre Lieschen pour la moitié de l'argent, mais l'attention du public augmente et le petit avocat Paul devient bien connu. Pendant ce temps, Jan, qui aime Lieschen, tente en vain de se rapprocher d'elle. Comme de plus en plus de secrétaires particulières doivent être licenciés par Lieschen parce qu'ils sont tombées amoureux de leur patronne, Schmidt organise un quiz télévisé pour savoir qui sera le futur mari de Lieschen. Jan l'emporte, qui se retrouve de manière non conventionnelle à travers l'écran dans la chambre de Lieschen. Le protocole de mariage est strict, ainsi Jan n'est pas autorisé à tomber amoureux de Lieschen ; le couple n'apparaît que lors d'occasions publiques, mais jamais en privé. Tous deux font leur première apparition publique ensemble à l'occasion d'un lancement d'une fusée vers Mars. Pendant ce temps, Paul gagne son procès devant le tribunal. Lorsque le tribunal décide que tous les actifs doivent être présentés pour inspection, Schmidt fait organiser un vol de la banque, de sorte qu'il n'y a plus d'argent et le procès de Paul échoue.
Jan commence à s'ennuyer aux côtés de Lieschen et flirte avec Anni. Pendant ce temps, Schmidt propose à Lieschen de l'épouser ; mais elle veut juste qu'un homme aime. Elle rencontre Jan en dehors du protocole, mais il ne montre que son mépris. Il y a une grande fête où les grands invités dansent autour du veau d'or. Jan amène avec lui le vrai "Oncle Joe" dont la photo donnée à la presse était en fait un petit acteur que Jan a maintenant retrouvé. Lieschen en a assez et annonce aux invités que l'héritage était un mensonge. Schmidt présente sa révélation comme une blague. Cependant, lorsque Paul annonce également qu'il a intenté un nouveau procès et qu'il a gagné, Schmidt cède et croit qu'il sera arrêté pour fraude. Mais les grands messieurs lui font comprendre que la révélation de la fraude causerait un préjudice considérable à l'État. Grâce à un miracle économique, la banque rembourse toutes ses dettes et réalise des bénéfices. Jan et Lieschen finissent par devenir un couple grâce à ses aveux.
Lieschen se réveille dans son bureau, où elle s'est endormie pendant les heures supplémentaires. Elle demange un congé à son chef. Le voyage avec Schmidt, que Lieschen annule, ne peut de toute façon pas avoir lieu, car Schmidt a été arrêté pour fraude au crédit. Lieschen quitte son emploi. Elle rencontre à nouveau Jan et accepte d'aller se promener ensemble. Une affiche de cinéma annonce le film Le Rêve de Mademoiselle Lieschen Müller.

## Fiche technique
- Titre : Le Rêve de Mademoiselle Tout-le-monde
- Titre original : Der Traum von Lieschen Müller
- Réalisation : Helmut Käutner assisté d'Erica Balqué (de)
- Scénario : Helmut Käutner, Willibald Eser
- Musique : Bernhard Eichhorn
- Direction artistique : Otto Pischinger, Herta Hareiter
- Costumes : Margot Schönberger
- Photographie : Günther Senftleben
- Son : Clemens Tütsch
- Montage : Klaus Dudenhöfer (de)
- Production : Ilse Kubaschewski
- Société de production : Divina-Film
- Société de distribution : Gloria Filmverleih
- Pays d'origine :  Allemagne de l'Ouest
- Langue : allemand
- Format : Couleur - 1,66:1 - Mono - 35 mm
- Genre : Musical
- Durée : 89 minutes
- Dates de sortie :
  -  Allemagne de l'Ouest : 19 décembre 1961.
  -  France : 25 juillet 1962[1].

## Distribution
- Sonja Ziemann : Lieschen Müller
- Martin Held : Dr. Schmidt
- Cornelia Froboess : Anni
- Helmut Griem : Jan
- Peter Weck : Paul
- Georg Thomalla : Le reporter
- Wolfgang Neuss : Le chauffeur
- Karl Schönböck : le directeur de l'hôtel
- Bruno Fritz (de) : le directeur de la banque Mayer
- Jo Herbst (de) : le troisième secrétaire
- Herbert Weißbach (de) : le portier de la banque
- Ilse Pagé : Evchen
- Hans Hessling (de) : Oncle Joe

## Production
Les prises de vue en extérieur sont prises à Berlin-Ouest, les prises de vue en studio de septembre à novembre 1961 dans les studios CCC à Berlin-Spandau.
Le film est conçu comme une comédie musicale, de nombreuses chansons soutiennent l'intrigue. Irene Mann signe la chorégraphie.

## Réception
Le Prix de la jeune critique de cinéma, décerné pour la deuxième fois début 1962, dans la catégorie "Prix de la pire interprétation d'un réalisateur connu" revient à parts égales aux films de Käutner sortis en 1961 Le Rêve de Mademoiselle Tout-le-monde et Sous le gravier noir (de).